# Diocese de Itapeva
A Diocese de Itapeva (Dioecesis Itapevensis) é uma divisão territorial da Igreja Católica no estado de São Paulo, no Brasil. Sua sede está na Catedral Sant'Ana, na cidade de Itapeva.

## Histórico da Diocese
Criada em 2 de março de 1968 pela Bula Pontifícia QUANTUM SPEI do Papa Paulo VI. Foram desmembradas da Arquidiocese de Botucatu: 4 paróquias; da Diocese de Santos: 4 paróquias; da Diocese de Sorocaba: 12 paróquias. Ao todo o território da nova diocese abrangeu 20 municípios numa área total de 18.615 quilômetros quadrados com uma população de 250 mil habitantes.
A nova diocese ficava, então, assim discriminada:
- De Sorocaba: Itapeva, Ribeirão Branco, Guapiara, Capão Bonito, Itaberá, Buri, Ribeirão Vermelho do Sul (Riversul), Itaporanga, Barão de Antonina, Taquarituba e Coronel Macedo;
- De Santos: Apiaí, Ribeira, Iporanga e Barra do Turvo;
- De Botucatu: Itaí, Fartura, Taguaí e Paranapanema.

Atualmente a situação geográfica da Diocese de Itapeva abrange os seguintes municípios: Apiaí, Barão de Antonina, Barra do Chapéu, Bom Sucesso de Itararé, Buri, Capão Bonito, Coronel Macedo, Guapiara, Itaberá, Itaí, Itaóca, Itapeva, Itapirapuã Paulista, Itaporanga, Itararé, Nova Campina, Ribeira, Ribeirão Branco, Ribeirão Grande, Riversul, Taquarituba e Taquarivaí.

## Bispos
Cronologia da administração local:
|        | Nome                       | Período    | Notas                               |
| Bispos | Bispos                     | Bispos     | Bispos                              |
| ------ | -------------------------- | ---------- | ----------------------------------- |
| 7º     | Eduardo Malaspina          | 2022–atual |                                     |
| 6º     | Arnaldo Carvalheiro Neto   | 2016–2022  | Nomeado Bispo de Jundiaí            |
| 5º     | José Moreira de Melo       | 1996–2016  | Bispo emérito                       |
| 4º     | Alano Maria Pena, O.P.     | 1985–1993  | Nomeado Bispo de Nova Friburgo      |
| 3º     | Fernando Legal             | 1980–1985  | Nomeado Bispo de Limeira            |
| 2º     | José Lambert Filho, C.S.S. | 1975–1979  | Nomeado Bispo coadjutor de Sorocaba |
| 1º     | Silvio Maria Dario         | 1968–1974  | Faleceu                             |